# ليوناردو نافارو
ليوناردو نافارو (بالإسبانية: Leonardo Navarro)‏ هو لاعب كرة قدم مكسيكي، ولد في القرن 20 في المكسيك. شارك مع منتخب المكسيك لكرة القدم. أما مع النوادي، فقد لعب مع أتلانتي إف سي.

## وصلات خارجية
- ليوناردو نافارو على موقع Soccerway.com (الإنجليزية)
- ليوناردو نافارو على موقع عالم كرة القدم.نت (الإنجليزية)